# 551 v.Chr.
Het jaar 551 v.Chr. is een jaartal volgens de christelijke jaartelling.

## Gebeurtenissen

### Libanon
- Koning Hiram III volgt zijn broer Merbal op als stadsvorst van Tyrus.

## Geboren
- Confucius (551 v.Chr. - 479 v.Chr.), Chinees filosoof